# Tomas Gulbinas
Tomas Gulbinas (* 2. Juni 1972 in Kaunas) ist ein litauischer liberaler Politiker (LRLS), ehemaliger Vizebürgermeister der Stadtgemeinde Vilnius.

## Leben
Nach dem Abitur 1990 an der Jonas-Jablonskis-Mittelschule Kaunas absolvierte Tomas Gulbinas von 1900 bis 1995 das Diplomstudium  der Rechtswissenschaft an der Universität Vilnius in der litauischen Hauptstadt Vilnius. Von 1993 bis 1994 studierte Gulbinas im Rahmen des Austauschprogramms an der Juristischen Fakultät der Universität Lyon III. Von 1993 bis 2014 arbeitete er im diplomatischen Dienst und am Außenministerium Litauens, von 1995 bis 2000 in Brüssel und von 2007 bis 2010 in Washington, USA. Er nahm an den EU-Beitrittsverhandlungen teil und war einer der Leiter des Teams der EU-Ratspräsidentschaft. Von September 2001 bis Dezember 2003 lehrte er als Lektor an der Mykolas-Romeris-Universität in Vilnius.
2003 bildete er sich bei École nationale d’administration in Straßburg weiter.
Von 2015 bis 2018 arbeitete Tomas Gulbinas als Repräsentant von Google für die Beziehungen zu den Regierungen Mittel- und Osteuropas. Ab 2019 war er Mitglied im Stadtrat Vilnius und Vorsitzender des Umwelt- und Energieausschusses.
Im Februar 2020 trat er von seinem Mandat zurück und kehrte in den diplomatischen Dienst zurück. Von März bis August 2020 arbeitete Gulbinas als Leiter der Abteilung Mikromobilitätspolitik der estnischen Firma „Bolt“. Anschließend wurde er statt Vytautas Mitalas zum Stellvertreter des Bürgermeisters Remigijus Šimašius. Als Vizebürgermeister der Stadtgemeinde Vilnius arbeitete er von  Dezember 2020 bis April 2023.
Tomas Gulbinas ist Mitglied der Partei Lietuvos Respublikos liberalų sąjūdis (LRLS).

## Familie
Tomas Gulbinas ist verheiratet. Mit seiner Frau Kristina hat er zwei Töchter.